# 北日出川
北日出川（日语：／）或谢韦良卡河（俄語：Река Северянка）是萨哈林州幌筵岛的河，长10公里，流域面积31平方公里，注入太平洋。